# Brendan Bowles
Brendan Bowles is een voormalig Brits waterskiër.

## Levensloop
Bowles werd in 1970 Europees kampioen in de Formule 1 van het waterski racing.

## Palmares
- Europees kampioenschap: 1970